# Grozni (Sévero-Vostótxnie Sadi)
|  | Per a altres significats, vegeu «Grozni (desambiguació)». |

Grozni - Грозный (rus) - és un khútor de la República d'Adiguèsia, a Rússia. Es troba a la vora del riu Ulka, a 15 km al nord de Tulski i a 9 km al nord-est de Maikop.
Pertany al municipi de Sévero-Vostótxnie Sadi.